# Washingtoni Egyetem Gyógyszerészeti Intézet

A Washingtoni Egyetem Gyógyszerészeti Intézete az intézmény seattle-i campusán működik. Az 1894-ben alapított intézet dékánja 2014-től Sean D. Sullivan. A 2020–21-es tanévben az intézménynek 399 PharmD, 72 PhD és 45 MSc hallgatója van; a PharmD-hallgatók 65%-a nő, 55%-a pedig ázsiai vagy Csendes-óceáni bennszülött.
Az intézet a U.S. News & World Report 2020-as rangsorában az ország hetedik legjobb gyógyszerészeti iskolája.

## Fordítás
- Ez a szócikk részben vagy egészben a  University of Washington School of Pharmacy című  Wikipédia-szócikk ezen változatának fordításán alapul.  Az eredeti cikk szerkesztőit annak laptörténete sorolja fel. Ez a jelzés csupán a megfogalmazás eredetét és a szerzői jogokat jelzi, nem szolgál a cikkben szereplő információk forrásmegjelöléseként.